# Marié Digby
Marié Christina Digby (* 16. April 1983 in New York) ist eine US-amerikanische Sängerin und Songwriterin mit irisch-japanischen Wurzeln. Bekannt wurde sie mit ihrer akustischen Coverversion von Rihannas Nummer-eins-Hit „Umbrella“, die sie auf der Videoplattform YouTube veröffentlichte.

## Biografie
Marié Digby ist die älteste von insgesamt drei Töchtern. Sie begann schon in der High School ihre eigenen Songs zu schreiben. Nach Abschluss der High School und einem einjährigen Studium, das sie vorzeitig abgebrochen hatte, konzentrierte sie sich nur auf die Musik. Sie gewann 2004 den Pantene Pro-Voice Music Wettbewerb mit ihrem autobiografischen Song „Miss Invisible“.
Sie ist derzeit bei Hollywood Records unter Vertrag. Das erste Studioalbum Unfold wurde in den USA am 8. April 2008 veröffentlicht.

## Diskografie

### Alben
- 2008 Unfold
- 2009 Second Home
- 2009 Breathing Underwater

### Singles
- 2007: Umbrella
- 2007: Bring Me Love
- 2008: Say It Again
- 2008: Stupid For You
- 2009: Symphony
- 2009: Avalanche
- 2009: Feel